# Arque (provins)

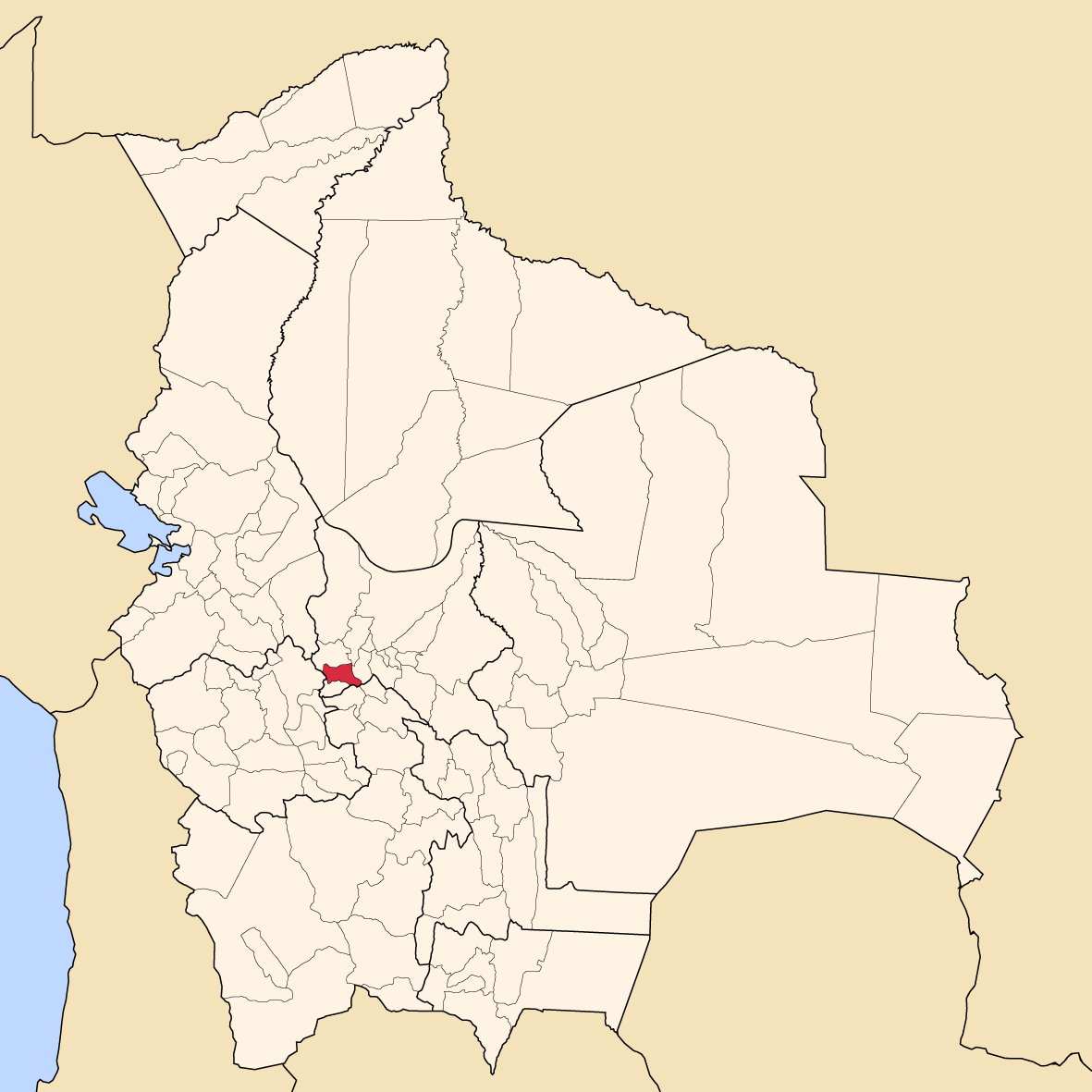
Provinsens läge i Bolivia

Arque är en provins i departementet Cochabamba i Bolivia. Den administrativa huvudorten är Arque.